# Pseudorabdion
Pseudorabdion – rodzaj węży z podrodziny Calamariinae w rodzinie połozowatych (Colubridae).

## Zasięg występowania
Rodzaj obejmuje gatunki występujące w Malezji, Singapurze, Tajlandii, Filipinach, Brunei i Indonezji.

## Systematyka

### Etymologia
- Pseudorabdion: gr. ψευδος pseudos „fałszywy”[8]; rodzaj Rabdion Duméril, 1853.
- Oxycalamus: gr. οξυς oxus „ostry, spiczasty”[9]; καλαμος kalamos „trzcina”[10]. Gatunek typowy: Calamaria longiceps Cantor, 1847.
- Typhlogeophis: gr. τυφλος tuphlos „ślepy, ociemniały”[11]; rodzaj Geophis Wagler, 1830. Gatunek typowy: Typhlogeophis brevis Günther, 1879 (= Rhabdosoma oxycephalum Günther, 1858).
- Idiopholis: gr. ιδιος idios „osobliwy, niezwykły”[12]; οφις ophis, οφεως opheōs „wąż”[13]. Gatunek typowy: Idiopholis collaris Mocquard, 1892.
- Agrophis: gr. αγρος agros „pole”[14]; οφις ophis, οφεως opheōs „wąż”[13]. Gatunek typowy: Agrophis sarasinorum Müller, 1895.

### Podział systematyczny
Do rodzaju należą następujące gatunki: 
- Pseudorabdion albonuchalis
- Pseudorabdion ater
- Pseudorabdion collaris
- Pseudorabdion eiselti
- Pseudorabdion longiceps
- Pseudorabdion mcnamarae
- Pseudorabdion modiglianii
- Pseudorabdion montanum
- Pseudorabdion oxycephalum
- Pseudorabdion sarasinorum
- Pseudorabdion saravacense
- Pseudorabdion sirambense
- Pseudorabdion talonuran
- Pseudorabdion taylori
- Pseudorabdion torquatum